# Ligyra tritis
Ligyra tritis är en tvåvingeart som först beskrevs av Wulp 1869.  Ligyra tritis ingår i släktet Ligyra och familjen svävflugor. Inga underarter finns listade i Catalogue of Life.